# Arcidiocesi di Bamako
L'arcidiocesi di Bamako (in latino Archidioecesis Bamakoënsis) è una sede metropolitana della Chiesa cattolica in Mali. Nel 2022 contava 284.436 battezzati su 5.836.797 abitanti. È retta dall'arcivescovo Robert Cissé.

## Territorio
L'arcidiocesi comprende la città di Bamako e i circondari di Kati, Kangaba, Koulikoro, Banamba e Kolokani nella regione di Koulikoro; e i circondari di Bougouni, Kolondiéba e Yanfolila nella regione di Sikasso in Mali.
Sede arcivescovile è la città di Bamako, dove si trova la cattedrale del Sacro Cuore di Gesù.
Il territorio si estende su 85 000 km² ed è suddiviso in 11 parrocchie. Quattro di queste si trovano nella capitale Bamako, mentre le altre sono sparse sul territorio nei villaggi di Falajé (fondata nel 1889), Kati (1897), Gwalala (1934), Ouélessébougou (1936), Bougouni (1953) e Kolokani (1965).
La provincia ecclesiastica di Bamako, istituita nel 1955, comprende tutte le diocesi del Mali.

## Storia
La prefettura apostolica del Sahara e Sudan fu eretta il 6 agosto 1868, ricavandone il territorio dal vicariato apostolico dell'Africa centrale (oggi arcidiocesi di Khartoum); il 13 marzo 1891 fu elevata al rango di vicariato apostolico in forza del breve Romanis pontificibus di papa Leone XIII.
Il 19 luglio 1901 cedette una porzione del suo territorio a vantaggio dell'erezione della prefettura apostolica di Ghardaïa (oggi diocesi di Laghouat) e contestualmente assunse il nome di vicariato apostolico del Sahara nel Sudan francese.
Il 2 luglio 1921, in forza del breve Ex officio supremi di papa Benedetto XV, il vicariato si divise, dando origine ai vicariati apostolici di Ouagadougou (oggi arcidiocesi) e di Bamako.
Il 15 dicembre 1927, il 9 marzo 1937, il 9 giugno 1942 e il 12 giugno 1947 il vicariato apostolico di Bamako cedette porzioni del suo territorio a vantaggio dell'erezione rispettivamente delle prefetture apostoliche di Bobo-Dioulasso (oggi arcidiocesi), di N'Zérékoré (oggi diocesi), di Gao (oggi diocesi di Mopti) e di Kayes (oggi diocesi).
Il 14 settembre 1955 il vicariato apostolico è stato elevato al rango di arcidiocesi metropolitana con la bolla Dum tantis di papa Pio XII.
Il 10 marzo 1962 ha ceduto un'altra porzione di territorio a vantaggio dell'erezione della diocesi di Ségou.
Nel gennaio del 1990 l'arcidiocesi ha ricevuto la visita pastorale di papa Giovanni Paolo II.

## Cronotassi dei vescovi
Si omettono i periodi di sede vacante non superiori ai 2 anni o non storicamente accertati.
- Charles-Martial-Allemand Lavigerie, M.Afr. † (13 marzo 1891 - 26 novembre 1892 deceduto) (amministratore apostolico)

- Anatole-Joseph Toulotte, M.Afr. † (26 novembre 1892 succeduto - 18 ottobre 1897 dimesso)
- Augustin Prosper Hacquard, M.Afr. † (19 gennaio 1898 - 4 aprile 1901 deceduto)
- Hippolyte Louis Bazin, M.Afr. † (27 luglio 1901 - 30 novembre 1910 deceduto)
- Alexis Lemaître, M.Afr. † (24 febbraio 1911 - 28 luglio 1920 nominato arcivescovo coadiutore di Cartagine)
- Emile-Fernand Sauvant, M.Afr. † (8 luglio 1921 - 6 aprile 1928 dimesso)
- Paul-Marie Molin, M.Afr. † (2 luglio 1928 - 21 gennaio 1949 dimesso)
- Pierre Louis Leclerc, M.Afr. † (25 dicembre 1949 - 10 marzo 1962 nominato arcivescovo, titolo personale, di Ségou)
- Luc Auguste Sangaré † (10 marzo 1962 - 11 febbraio 1998 deceduto)
- Jean Zerbo (27 giugno 1998 - 25 luglio 2024 ritirato)
- Robert Cissé, dal 25 luglio 2024

## Statistiche
L'arcidiocesi nel 2022 su una popolazione di 5.836.797 persone contava 284.436 battezzati, corrispondenti al 4,9% del totale.
| anno | popolazione | popolazione | popolazione | presbiteri | presbiteri | presbiteri | presbiteri                | diaconi | religiosi | religiosi | parrocchie |
| anno | battezzati  | totale      | %           | numero     | secolari   | regolari   | battezzati per presbitero | diaconi | uomini    | donne     | parrocchie |
| ---- | ----------- | ----------- | ----------- | ---------- | ---------- | ---------- | ------------------------- | ------- | --------- | --------- | ---------- |
| 1950 | 8.755       | 1.016.499   | 0,9         | 37         | 2          | 35         | 236                       |         | 35        | 38        | 8          |
| 1959 | 13.612      | 1.259.978   | 1,1         | 52         | 9          | 43         | 261                       |         | 48        | 53        | 10         |
| 1969 | 10.300      | 961.000     | 1,1         | 44         | 9          | 35         | 234                       |         | 41        | 52        | 8          |
| 1980 | 28.350      | 1.902.211   | 1,5         | 39         | 6          | 33         | 726                       |         | 35        | 61        | 7          |
| 1990 | 34.744      | 2.103.000   | 1,7         | 45         | 7          | 38         | 772                       |         | 42        | 83        | 7          |
| 1998 | 33.331      | 3.200.000   | 1,0         | 33         | 15         | 18         | 1.010                     |         | 26        | 99        | 10         |
| 2001 | 120.000     | 2.600.000   | 4,6         | 38         | 10         | 28         | 3.157                     |         | 39        | 130       | 7          |
| 2002 | 122.580     | 2.750.000   | 4,5         | 40         | 10         | 30         | 3.064                     |         | 41        | 142       | 3          |
| 2003 | 128.500     | 3.500.000   | 3,7         | 46         | 11         | 35         | 2.793                     |         | 41        | 145       | 10         |
| 2006 | 128.791     | 3.600.000   | 3,6         | 47         | 13         | 34         | 2.740                     |         | 43        | 110       | 10         |
| 2012 | 231.000     | 4.138.000   | 5,6         | 28         | 12         | 16         | 8.250                     |         | 41        | 152       | 10         |
| 2015 | 136.699     | 4.436.000   | 3,1         | 54         | 32         | 22         | 2.531                     |         | 45        | 112       | 10         |
| 2016 | 138.165     | 4.650.549   | 3,0         | 48         | 33         | 15         | 2.878                     |         | 39        | 83        | 10         |
| 2018 | 149.425     | 4.906.450   | 3,0         | 43         | 26         | 17         | 3.475                     |         | 27        | 54        | 11         |
| 2020 | 279.130     | 5.461.741   | 5,1         | 44         | 27         | 17         | 6.343                     |         | 29        | 120       | 11         |
| 2022 | 284.436     | 5.836.797   | 4,9         | 41         | 24         | 17         | 6.937                     |         | 35        | 115       | 11         |